# Pertosa
Pertosa est une commune de la province de Salerne, dans la Campanie, en Italie.

## Géographie
Pertosa est située dans une vallée entre les monts Alburni et le Val de Diano, proche du parc national du Cilento et du Val de Diano. 

## Administration
| Période                                  | Période  | Identité         | Étiquette       | Qualité |
| ---------------------------------------- | -------- | ---------------- | --------------- | ------- |
| 5 avril 2005                             | En cours | Michele Caggiano | Centro-Sinistra |         |
| Les données manquantes sont à compléter. |          |                  |                 |         |

### Hameaux
Muraglione.

### Communes limitrophes
Auletta, Caggiano, Polla.

## Galerie de photos

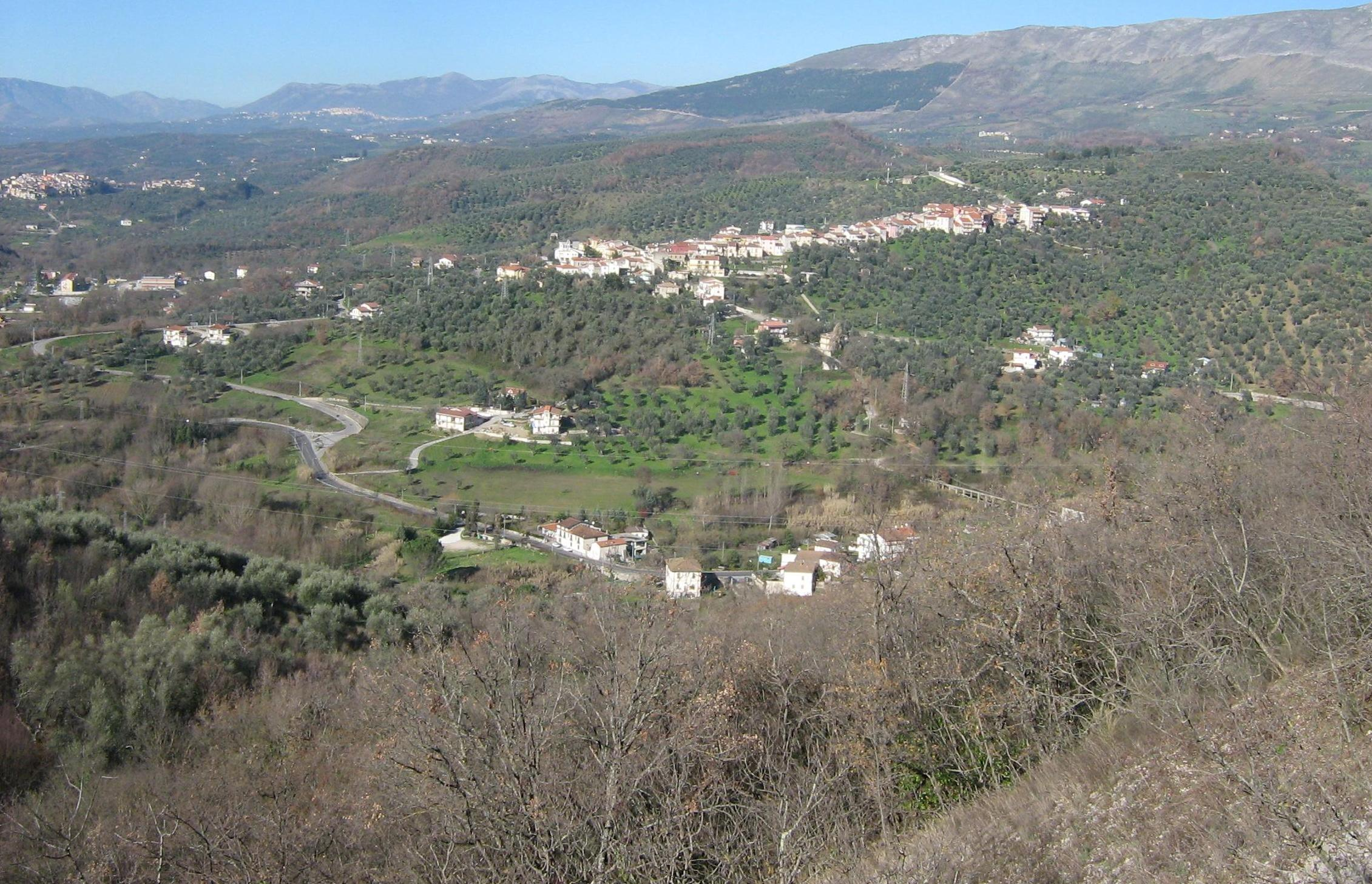
Panorama.
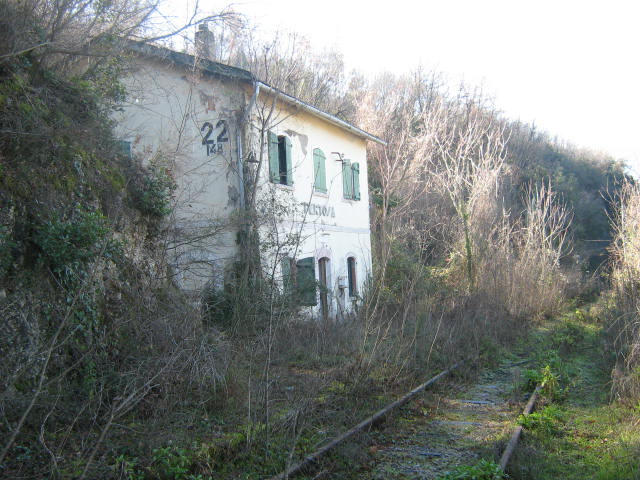
Gare FS.
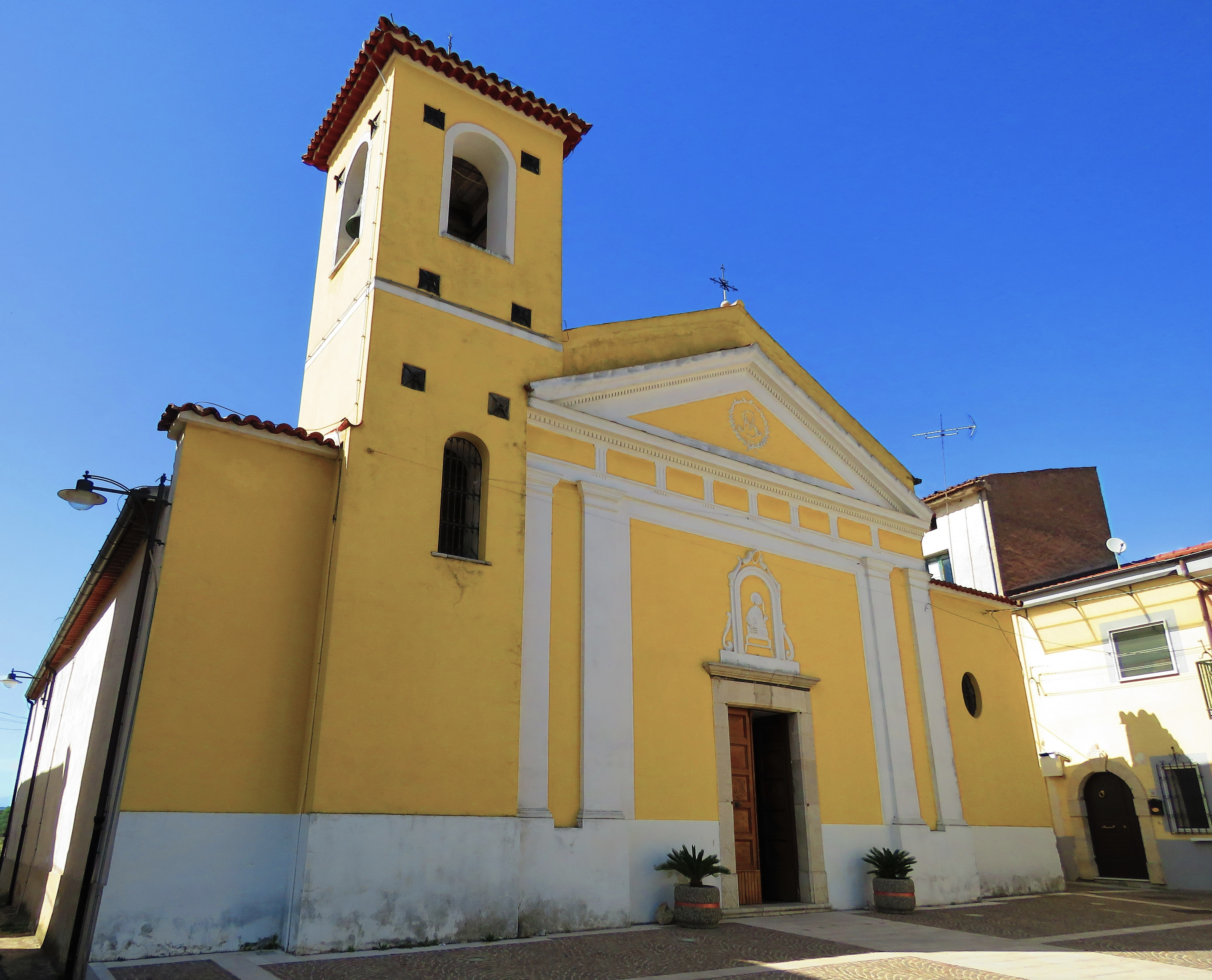
Église de Santa Maria delle Grazie.
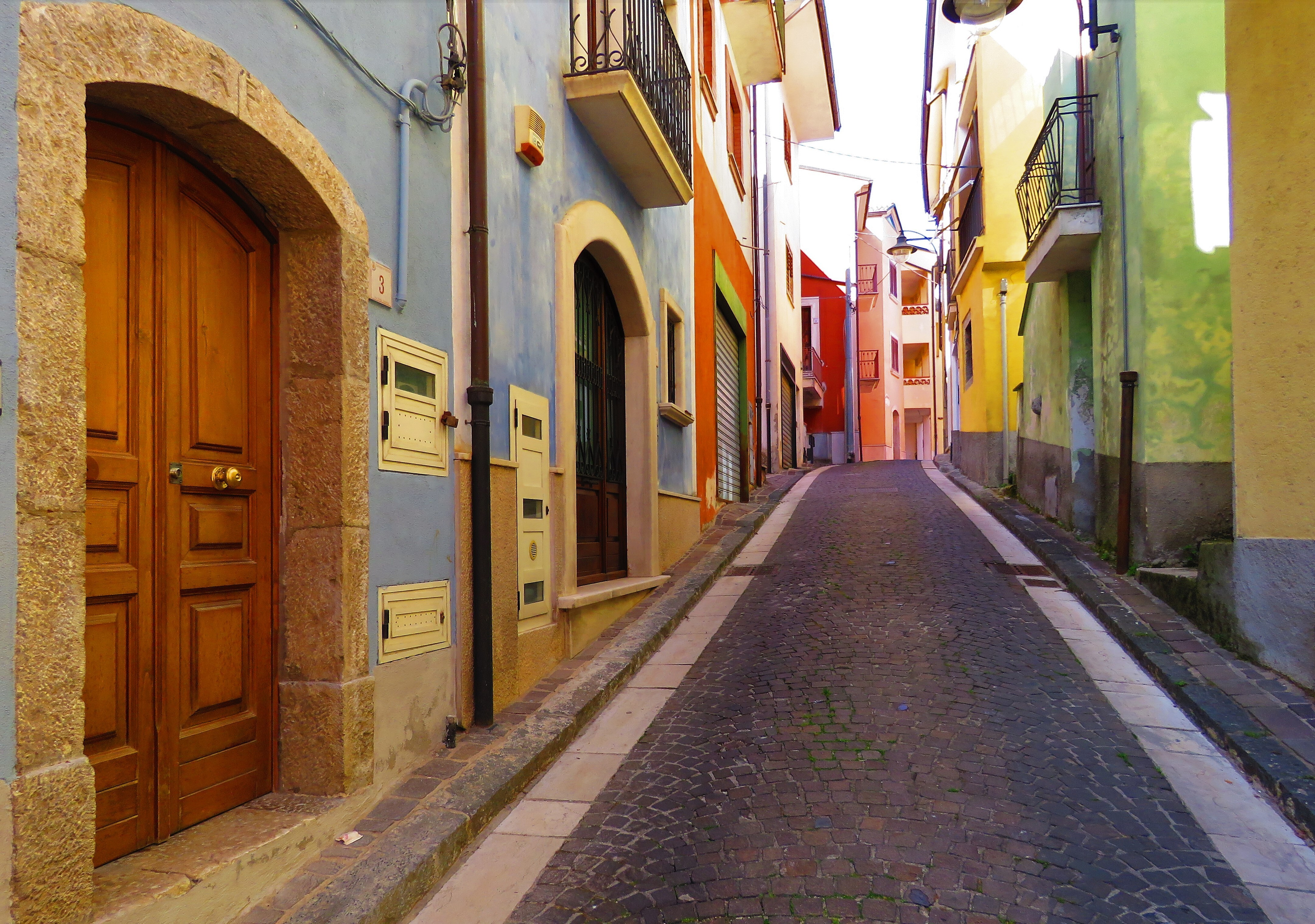
Rue de Pertosa.